# Tanegashima-teppō
Tanegashima-teppō (種子島鉄砲?), anche Hinawajū (火縄銃?), è la variante giapponese dell'archibugio, sviluppata dagli armaioli nipponici a partire dal 1543 su modelli introdotti nel paese dai mercanti portoghesi (v. Periodo del commercio Nanban). I grandi feudatari (daimyō) armarono con la nuova arma sia i loro samurai, la casta guerriera per eccellenza, sia la nuova milizia appositamente creata per lo scopo: gli ashigaru.
La diffusione dell'archibugio nel Sol Levante fu rapidissima. Nel solo primo decennio, vennero prodotti 300.000 esemplari di Tanegashima-teppō. Parallelamente, i nipponici svilupparono un'arte marziale specifica per l'uso dell'archibugio, lo hōjutsu.

## Storia

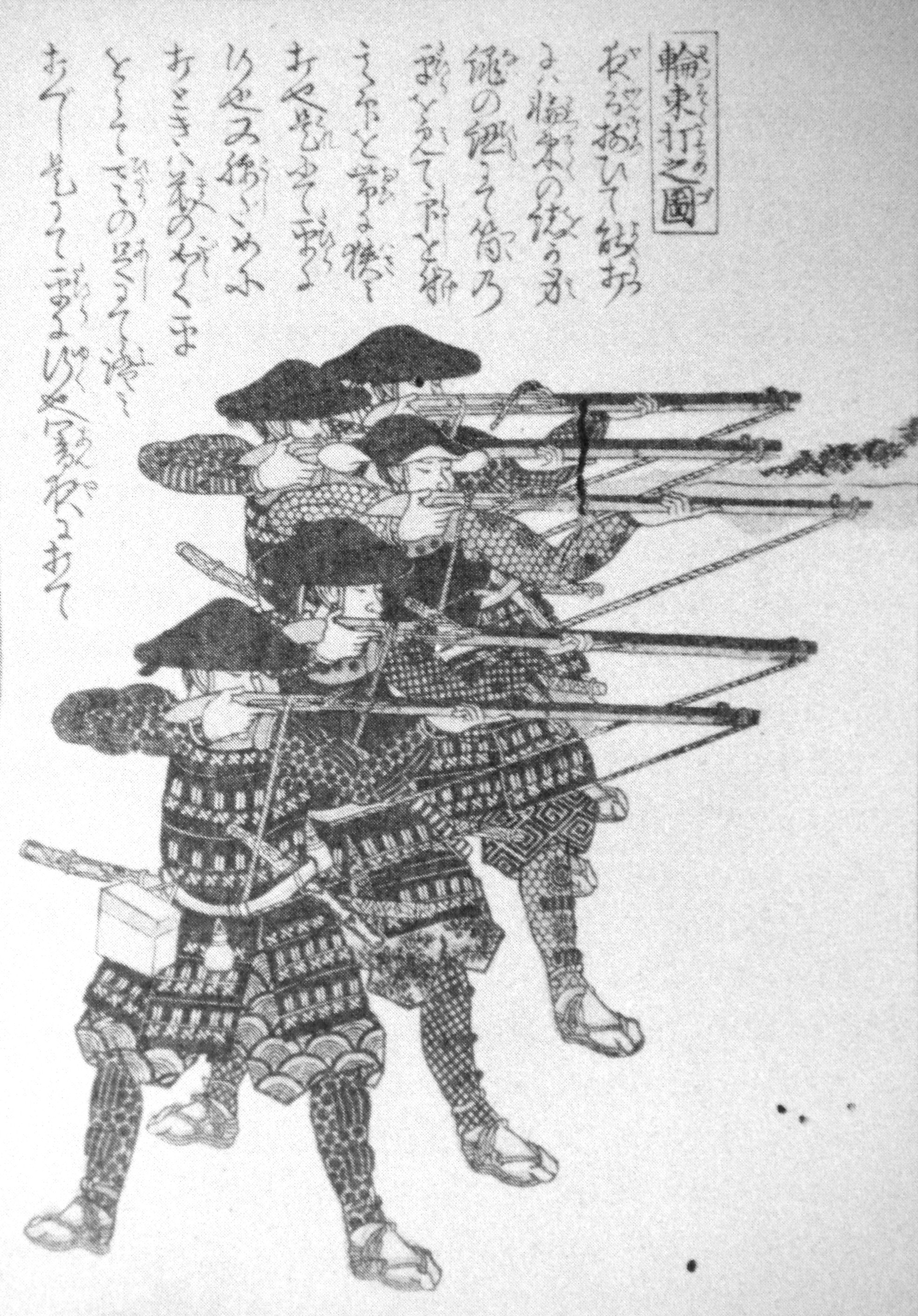
Miliziani ashigaru in tenuta da incursori notturni sparano con i loro tanegashima-teppō - ill. di Utagawa Kuniyoshi (1855).

### L'adozione della tecnologia
Nel 1543, una giunca cinese in rotta per Okinawa con a bordo avventurieri portoghesi, condotti da  Pinto Fernão Mendes, attraccò sull'isola giapponese di Tanegashima per sfuggire ad una tempesta. Il signore dell'isola, Tanegashima Tokitaka (1528–1579), entrò in possesso di due archibugi e li affidò ad un fabbro locae (tale Yaita) affinché li copiasse. I giapponesi utilizzavano armi da fuoco già da oltre due secoli. Si trattava di schioppi e cannoni derivati da modelli cinesi, chiamati Teppō (鉄砲, it. "tubo di ferro"), più scomodi ed arcaici rispetto agli archibugi portoghesi a miccia. Comprese le potenzialità della nuova arma, Tokitaka  volle servirsene per avvantaggiarsi rispetto agli altri daimyō. Il suo armaiolo però non riuscì  a forare elicoidalmente lo scodellino delle armi da lui prodotte. Il problema fu risolto solo l'anno successivo, quando i portoghesi tornarono a Tanegashima portando un loro armaiolo, messo a servizio del feudatario.
L'archibugio si diffuse rapidamente nell'Arcipelago: i Tanegashima ne condivisero l'uso con i loro signori del Clan Shimazu ma successivamente anche altre casate si accaparrarono l'uso delle armi dell'Occidente e nei dieci anni successivi vennero prodotte oltre 300.000 tanegashima-teppō. Nel frattempo i signori della guerra sperimentarono varie migliorie per rendere l'arma più letale. Vennero sviluppati calibri più grandi e pesanti e s'inventò una custodia laccata per proteggere il meccanismo di sparo dall'acqua, s'inventò un sistema di stringhe a lunghezza fissa, assicurate all'archibugio, che permettessero il tiro sicuro di notte garantendo una serie di angoli fissi. Per ovviare ai lunghi tempi di ricarica (un samurai ben addestrato all'uso del yumi poteva scagliare più di una dozzina di frecce nel tempo in cui un archibugiere caricava, puntava e faceva fuoco) si organizzarono batterie di tiro alternate per garantire fuoco costante sul nemico.

### Periodo Sengoku
Il ruolo dell'archibugio nelle guerre che portarono all'unificazione del Giappone fu enorme.
Già nel 1549, Oda Nobunaga commissionò la costruzione, per le sue forze, di 500 archibugi. Nel 1563, il clan Amako di Izumo sconfisse il clan Kikkawa registrando 33 feriti da archibugio tra le file nemiche. Come risultato, nel 1567 Takeda Shingen annunciò che "da lì in avanti, gli archibugi sarebbero divenuti le armi più importanti e che il numero delle lance per ogni unità sarebbe stato ridotto e che gli uomini più validi avrebbero dovuto utilizzare l'archibugio". Nel 1570, fu Nobunaga ad utilizzare massicciamente gli archibugi nella Battaglia di Anegawa e, cinque anni dopo, proprio grazie ai suoi 3000 archibugieri riportò la vittoria sul clan Takeda nella Battaglia di Nagashino. La vittoria di Nagashino fu doppiamente significativa poiché la maggior parte dei tiratori impiegati da Nobunaga erano ex-contadini il cui operato sul campo di battaglia aveva annientato un'armata di samurai ben addestrati

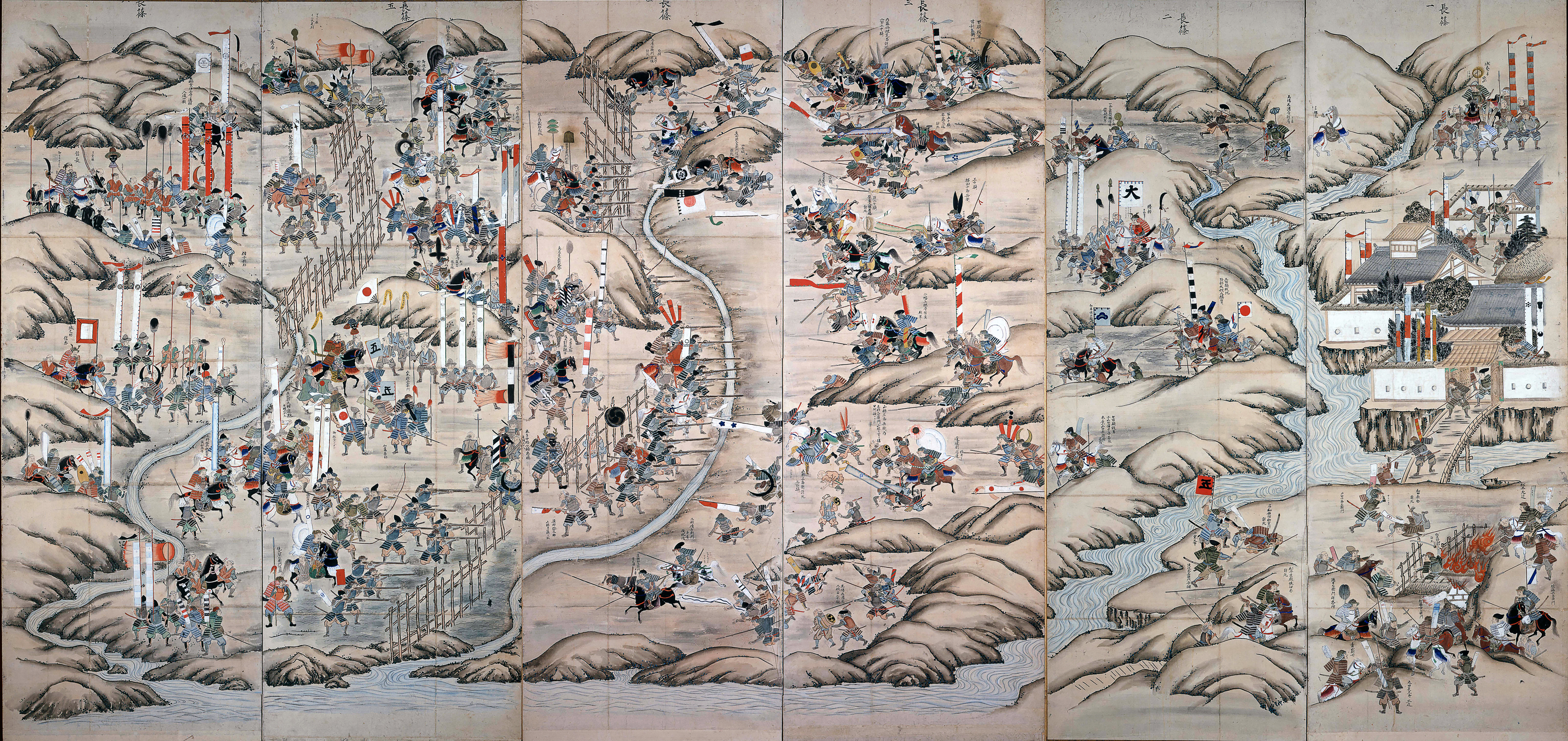
Byōbu raffigurante la battaglia di Nagashino - sono evidenti gli archibugieri schierati dietro gli steccati di legno per frenare la cavalleria nemica.

### Periodo Edo
Durante il periodo Edo (1603-1868), il Giappone sperimentò una peculiare evoluzione nell'ambito delle armi da fuoco. Lo shogunato Tokugawa, al fine di consolidare la stabilità politica e prevenire potenziali insurrezioni, attuò rigide politiche di controllo sulla diffusione di tali armamenti. Di conseguenza, la produzione e il possesso di armi da fuoco furono soggetti a restrizioni, e l'attenzione si spostò verso le arti marziali tradizionali. Tuttavia, nonostante la diminuzione dell'impiego bellico, la tecnologia delle armi da fuoco continuò a progredire. Gli armaioli giapponesi perfezionarono il Tanegashima incrementandone precisione e affidabilità. Parallelamente, il possesso di tali armi assunse un significato simbolico, associato allo status sociale elevato, in particolare tra i samurai. Con l'avvento della Restaurazione Meiji, il Giappone riprese a valorizzare le armi da fuoco moderne, segnando il declino del Tanegashima.